# Polyrattan

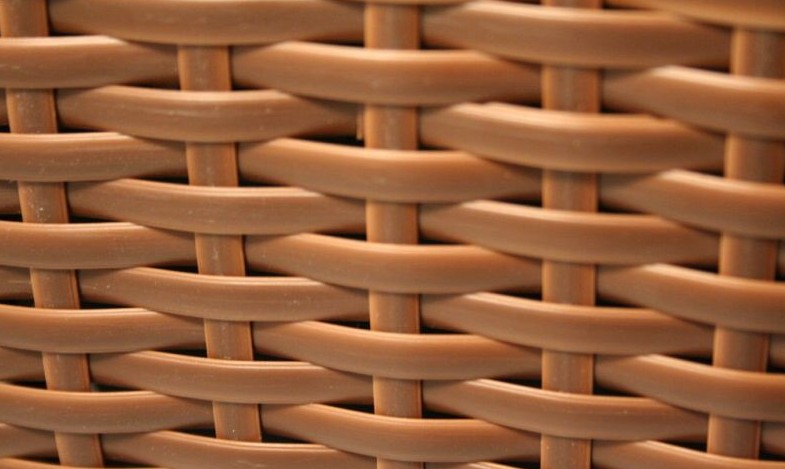
Geflecht aus Polyrattan

Polyrattan ist der Oberbegriff für ein künstlich hergestelltes Flechtmaterial aus Polyethylen, das eine industriell gefertigte Alternative zu natürlichem Rattan darstellen soll.

## Namensherkunft
„Polyrattan“ ist ein Kofferwort aus Polyethylen und Rattan. Im Volksmund hat sich aufgrund des optischen Zusammenhangs zu echtem Rattan der Begriff Rattan-Gartenmöbel etabliert.

## Entstehung
Das erste Flechtmaterial aus Polyrattan, welches für die Produktion von Gartenmöbeln verwendet wurde, erschien Ende der 80er Jahre. An der Herstellung war damals maßgeblich Robert Dekeyser beteiligt. Etwa zur gleichen Zeit spezialisierte sich in Indonesien eine Firma auf die Produktion von Polyrattan, die heute als größter globaler Produzent gilt. Mit steigender Beliebtheit der sogenannten Loungemöbel Ende der 1990er Jahre wuchs auch die Zahl der Nachahmer rasant an. Polyrattan wird heute vorwiegend in Niedriglohnländern und außerdem von zwei Firmen in Deutschland produziert. Verarbeitet werden die Kunststofffasern ausschließlich in Handarbeit. Für eine höhere Stabilität werden zur Herstellung von Gartenmöbeln Gestelle aus rostfreiem Metall verwendet. Zudem weist Polyrattan folgende Eigenschaften auf:
- hohe Stabilität und Elastizität
- witterungsbeständig, wasserabweisend
- geringes Eigengewicht

## Verwendung
Polyrattan wird vorwiegend für die Herstellung von Gartenmöbeln verwendet. Die Untergestelle der Gartenmöbel bestehen in der Regel aus Aluminium und werden von Hand mit den einzelnen Flechtsträngen verflochten. Neben Gartenmöbeln werden Pflanzkübel, Körbe und Gartenzäune aus dem wetterbeständigen Material gefertigt.

## Optische Unterscheidungen

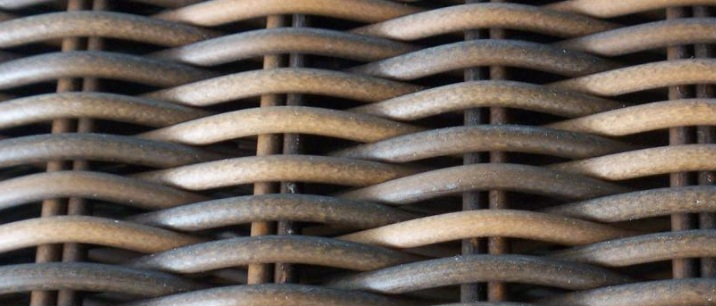
Naturgetreues Polyrattan 4 mm Rund

Flechtmaterial aus Polyrattan gibt es in zahlreichen optischen und haptischen Unterscheidungen. Ein wesentlicher Unterschied liegt im Querschnitt der einzelnen Stränge. Polyrattan ist als Flachband und Rundgeflecht erhältlich. Haptische Unterscheidungen sind begründet durch unterschiedlich erzeugte Oberflächenstrukturen während der Herstellung. Es gibt Polyrattan mit glatter bzw. typischer Kunststoffoptik und Flechtmaterial, welches rein optisch nur noch sehr schwer von echtem Rattan unterschieden werden kann.

## Qualitätsunterschiede
Polyrattan ist eine übergeordnete Bezeichnung von Flechtmaterial, und wie bei jedem Produkt gibt es Qualitätsunterschiede. Je nach Hersteller werden verschiedene Polyethylen-Typen zur Herstellung verwendet. Der Begriff Polyrattan ist also eine sehr ungenaue Bezeichnung und die verschiedenen Polyrattan-Arten sind nicht als gleich zu bewerten. In Zusammenhang mit Polyrattan wird in Verkaufsprospekten und Angeboten gerne die Beständigkeit gegen Ultraviolettstrahlung und eine so genannte Wetterbeständigkeit beworben. Fakt ist, dass derzeit nur sehr wenige Hersteller über standardisierte Tests und Prüfverfahren die UV- und Wetterbeständigkeit belegen können und dies auch öffentlich machen. Ein standardisierter Test zur Prüfung dieser Eigenschaften wird mit Hilfe des ISO 4892 (Kunststoffe – Künstliches Bestrahlen oder Bewittern in Geräten) durchgeführt. Dazu wird in diesem Fall Polyrattan einer beschleunigten künstlichen Alterung unterzogen und nach einer festgelegten Zeit die Farbveränderung anhand einer Grauskala mit einer Zahl zwischen 1 (schlecht) bis 5 (keine Farbveränderung) angegeben.

## Umweltverträglichkeit
Polyrattan-Produkte sind vollständig recycelbar. Laut Aussage der Hersteller schont dies zusätzlich noch die Umwelt, da keine natürlichen Ressourcen benötigt werden. Dies ist jedoch nicht ganz korrekt, da das Material wie die meisten Kunststoffe aus Mineralöl erzeugt wird. Über die Zwischenschritte Rohbenzin, Ethen und Polyethylen wird schließlich Polyrattan produziert. Die Fertigung ist weder ressourcenschonend noch energiesparend.